# اناکوکو (لوئیزیانا)
اناکوکو (به انگلیسی: Anacoco) شهری در ایالت لوئیزیانا کشور ایالات متحده آمریکا است که جمعیت آن در سرشماری سال ۲۰۱۰ میلادی، ۸۶۹ نفر بوده‌است.